# Scopelocheiropsis abyssalis
Scopelocheiropsis abyssalis is een vlokreeftensoort uit de familie van de Scopelocheiridae. De wetenschappelijke naam van de soort is voor het eerst geldig gepubliceerd in 1926 door Schellenberg.